# 贝州故城遗址
贝州故城遗址位于中国河北省邢台市清河县城关村。原为贝州州城。北宋时，贝州改名恩州，又称恩州城。
1993年7月15日，以贝州城址之名列为省级文物保护单位，类型为古遗址，历史年代为宋代。2019年10月7日入选第八批全国重点文物保护单位。